# Gion Giusep Derungs
Gion Giusep Derungs (* 15. April 1932 in Surcasti) ist ein Schweizer Musiker.
Derungs studierte am Konservatorium Basel von 1958 bis 1964 Gesang bei Walter Sterk und Chorleitung bei Paul Schaller. Von 1964 bis 1997 war er Musiklehrer an der Bündner Kantonsschule in Chur. Er leitete verschiedene Chöre, war Experte an Sängerfesten und Mitarbeiter in mehreren Musikkommissionen. Bekannt ist er auch für seine vielfältige kompositorische Tätigkeit, vor allem im Bereich des rätoromanischen Chorwesens.

## Auszeichnungen
- 1977: Auszeichnung der Lieder Stà und Tes egls am Kompositionswettbewerb der Berner Liedertafel
- 1983: Anerkennungspreis des Kantons Graubünden